# سيسافانغ فاثانا
سيسافانغ فاثانا (لاو:ເຈົ້າສີສະຫວ່າງວັດທະນາ) من مواليد 13 نوفمبر 1907م ، وتوفي بتاريخ 2 ديسمبر 1978م ، وهو ثاني ملك وآخر ملك حكم في مملكة لاوس سابقاً.

## وصلات خارجية
- سيسافانغ فاثانا على موقع مونزينجر (الألمانية)

- Laos - "Seminar Camps" And The Death Of King Savang Vatthana نسخة محفوظة 1 فبراير 2021 على موقع واي باك مشين.
- Photographs of Royal Family of Laos
- Biography of King Sauryavong Savang (French)
- Death of King Savang Vatthana reported